# Dandy in The Underworld
Dandy in The Underworld este al doisprezecelea album al trupei britanice de rock T. Rex . A fost lansat pe 11 martie 1977 clasându-se pe locul 26 în Marea Britanie . A fost cel mai bine clasat album în topuri al formației de la Zinc Alloy and The Hidden Riders of Tomorrow din 1974 .

## Tracklist
1. "Dandy in The Underworld" (4:26)
2. "Crimson Moon" (3:25)
3. "Universe" (2:44)
4. "I'm a Fool for You Girl" (2:18)
5. "I Love to Boogie" (2:15)
6. "Visions of Domino" (2:28)
7. "Jason B. Sad" (3:23)
8. "Groove a Little" (3:25)
9. "Soul of My Suit" (2:37)
10. "Hang Ups" (3:29)
11. "Pain and Love" (3:41)
12. "Teen Riot Structure" (3:41)

- Toate cântecele au fost compuse de Marc Bolan

## Single-uri
- "Dandy in The Underworld" (1977)
- "I Love to Boogie" (1977)
- "Soul of My Suit" (1977)

## Componență
- Marc Bolan - voce, chitare, bas, percuție, tamburină
- Dino Dines - claviaturi
- Miller Anderson - chitare
- Herbie Flowers - chitară bas
- Tony Newman - baterie
- Gloria Jones - voce de fundal
- Davy Lutton - baterie
- Steve Currie - chitară bas